# Coast Guard Air Station Barbers Point
Coast Guard Air Station Barbers Point est une base aérienne des garde-côtes des États-Unis située à Oahu, dans les îles Hawaï. Initialement, les garde-côtes ont établi une base sur l'archipel d'Hawaï en 1945, avec une paire de PBY-5 Catalinas et un Grumman G-21 Goose. L'unité aérienne a maintenu ses opérations du côté d'Oahu. En 1949, le commandement a été transféré à Naval Air Station Barbers Point, une station aéronavale. En 1965, la base a reçu son nom actuel Pendant 24 ans, le Sikorsky HH-52 Seaguard a été le principal hélicoptère de recherche et de sauvetage, il fut ensuite remplacé par le Dolphin Aérospatiale HH-65. La composante à voilure fixe consiste en divers modèles de Hercules C-130 attribués à l'unité depuis 1959. Actuellement, AIRSTA Barbers Point utilise le modèle HC-130H, configuré principalement comme un avion de recherche et de sauvetage. Il a la capacité de larguer des équipements de sauvetage aux survivants en mer ou sur terre. Il peut opérer sur des aérodromes courts et non préparés.
Aujourd’hui, 200 officiers et membres du contingent assurent un service continu dans le 14e district de la Garde côtière. Les tâches comprennent l’appui aux missions aériennes pour la recherche et le sauvetage, la protection de l’environnement marin, l’application de la loi maritime et les aides à la navigation. Depuis 1979, l'unité a reçu deux mentions élogieuses d'unité de la Garde côtière et quatre mentions méritoires d'unité de la Garde côtière pour services exemplaires.